# Palpomyia crassipalpis
Palpomyia crassipalpis är en tvåvingeart som beskrevs av Sinha, Das Gupta och Chaudhuri 2003. Palpomyia crassipalpis ingår i släktet Palpomyia och familjen svidknott.
Artens utbredningsområde är West Bengal (Indien). Inga underarter finns listade i Catalogue of Life.